# غزال الأطلس
غزال الأطلس أو غزال كوفييه (الاسم العلمي: Gazella cuvieri) نوع من الغزلان وجد في الجزائر، المغرب وتونس. وهو واحد من أحلك أنواع الغزلان لونا.

## اقرأ كذلك
- قائمة مزدوجات الأصابع حسب العدد